# 蔣冕內閣
蔣冕內閣成立於嘉靖三年二月十一日（1524年3月15日），結束於同年五月一日（1524年6月2日）。是明世宗統治下的第二個內閣，由時任少傅、太子太傅兼謹身殿大學士蔣冕組閣。
嘉靖三年四月，世宗加尊生母興國太后為「本生聖母章聖皇太后」，加謚生父興獻帝為「本生皇考恭穆獻皇帝」。蔣冕反對世宗為生父稱考立廟，請辭獲准；同日由次輔毛紀繼任內閣首輔。

## 內閣成員
以下閣員全部自第二次楊廷和內閣續任：
| 職位   | 姓名 | 備注 |
| ------ | ---- | ---- |
| 首輔   | 蔣冕 |      |
| 次輔   | 毛紀 |      |
| 大學士 | 費宏 |      |